# Conus cleryi
Conus cleryi é uma espécie de gastrópode do gênero Conus, pertencente a família Conidae.